# Dieter Meier
Dieter Meier (Zürich, 1945. március 4. –) jogász végzettségű svájci akció-, koncept- és médiaművész, amatőr (saját bevallása szerint), de elismert zenész, a késő nyolcvanas és kilencvenes évek elektronikus zenéjének egyik meghatározó együttesének, a Yello-nak a frontembere, vokalistája, menedzsere és producere. Emellett különböző kisebb zenekarok és zenei projektek tagja vagy felelőse énekes-gitárosként. Vagyonos üzletember, többféle, főképp élelmiszeripari és technológiai vállalkozás tulajdonosa, és több sikeres svájci cég (a Svájc bankjegyeinek nyomtatásával foglalkozó Orell Füssli nyomdászati és könyvkiadó cég, illetve a turisztikával foglalkozó BVZ Holding) nagyrészvényese, 1995 óta a reciklizált órákat készítő Rewatch vezérigazgatója. A keverőpultokat és audio-szoftvereket gyártó amerikai Euphonix vezető részvényese volt 2010-ig, amikor a céget az AVID felvásárolta. Emellett – főképp a konceptuális művészete keretében – képzőművészeti és irodalmi jellegű tevékenységet is folytat (grafika, fotóművészet, kisplasztikák, esszék, áldokumentum-irodalom). Gyermekkönyveket is ír.

## Élete

### Családi háttér
Meier 1945. március 4-én született Zürichben, apja Walter Meier, milliomos üzletember, magánbank-alapító self-made man. Walter Meier meglehetősen megengedő típusú szülő volt, aki igyekezett a fiának jó nevelést adni és különböző tanfolyamokra beíratni, de előrehaladásra nem kényszerítette. Ennek az lett az eredménye, hogy Dieter Meier számos dologban mintegy „találomra” kipróbálta magát, habár eleinte úgy érezte, igazából semmihez nincs tehetsége. Három évig járatták hegedű-órákra, nemigen szerette és „még cincogni is alig tanult meg”. Elvégezte a zürichi jogi egyetemet, habár esze ágában sem volt jogászkodni: „csak afféle álca vagy szerep volt, hogy ne kelljen magam hivatásos pókerjátékosnak mondanom, egy fiatal srácé, aki még nem tudta, mit kezdjen igazán magával.” Ezután számottevő siker nélkül próbálkozott színdarabok írásával. Az egyetem mellett (sokszor helyett) intenzíven szerencsejátékokba kezdett.

„Jó sok gubát örökölni mesés dolog, igaz? Egy művész számára nem feltétlenül. Igaz, Cézanne számára pozitív volt - ő is bankárcsaládból jött, és az életét Aix-en-Provance-ben töltötte, mindenféle nyomás nélkül arra, hogy bárkinek is megfeleljen, hogy kimozduljon és önmaga biztosítsa a megélhetését. De lehet ez nagyon negatív dolog is, mert ha nem vagy gazdaságilag rákényszerülve arra, hogy csinálj és hogy befejezz valamit, akkor bizonytalanná válsz. Ha tudod, hogy túlélsz anélkül, hogy akármit is csinálnál, akkor (ha mégis rászánod magad), ott belül különösen elhatározott kell, hogy legyél, egyébként nem éri meg. Ez, hogy semmi sem elég jó, megölhet téged.”

– Dieter Meier

### A szerencsejátékos
Szüleinek azt mondta, bejár az egyetemre, és ez igaz is volt – csakhogy nem az előadótermeket látogatta, hanem a büfét, hogy megigya reggeli kávéját, azután csatlakozott az Odeon kávéház első emeletén folyó pókerpartikhoz. Intenzíven, már-már megélhetésszerűen kb. 17-23 éves koráig foglalkozott szerencsejátékkal.

### „Korai” akcióművészet
Meier részben a dúsgazdag playboyok szánalomra méltóan léha életét is élte (ld. a Night Flanger c. dal szövegét), a nap huszonnégy órájából általában legalább tizennégyet átpókerezve vagy a golfpályán töltve; fiatal korának erre a szerencsejátékos időszakára emlékezve azt is elmondta, kb. 17-től 23 éves koráig nemcsak intenzíven, hanem hivatásszerűen is szerencsejátékkal foglalkozott, amely részben menekülés volt művészi énjének állandó alkotási, tevékenységi kényszere elől. És valóban, kezdetben autodidakta jelleggel, művészeti tevékenységet is folytatni kezdett (ezt a Yello-ban való szereplés mellett is végig folytatta), amit manapság akció- ill. konceptuális művészetnek szokás nevezni, a hetvenes évek konzervatívabb légkörében valószínűleg gyakrabban illethették a „polgárpukkasztás” illetve az „agyrém” címkékkel. Néhány példa:
„5 nap”: 1969. november 17. és november 21. között a zürichi Heimplatz tér – itt áll a Modern Művészetek Múzeuma is – közepére szállíttatott nagy mennyiségű (100 000 darabból álló) vashulladékot csomagolt ezresével zsákokba, zöldre festett hajjal. A munkát mindennap reggel 8-tól du. 4-ig végezte. Erről később így nyilatkozott:

„Amikor valami üres dolgot csinálsz, amikor valami szépséges semmit mutatsz be, ahhoz nagy bátorság kell, hiszen ilyenkor teljesen idióta vagy, nem igaz?”

– Dieter Meier

„Papírfilm”: 1969. szeptember 16-án a londoni Kortárs Művészetek Intézete (I.C.A.) mozitermébe este fél kilencre meghirdetésre került „Dieter Meier papírfilmjének” vetítése. Az érdeklődők (nem telítették meg a nézőteret, de voltak páran) a vetítés előtt a jegyirodában a jegy mellé egy nagyméretű (kb. A4-A3-as) papírlapot kaptak. Miután leültek a helyükre és elkezdődött a vetítés, a következő szöveg jelent meg a képernyőn: „Dieter Meier papírfilmje. Utasítások: tartsa a papírlapot közvetlenül a szeme elé. A film kb. húsz percig fog tartani.” – és valóban, a vetítés – amely mindössze ebből az instrukcióból állt – nagyjából húsz percig tartott, ezután felgyulladtak a lámpák és még kb. húsz percig világították a nézőteret.
„10 000 frank”: 1971-ben írt egy hivatalos okiratot, amelyben engedélyezte magának 10 000 svájci frank elfogadását. Zürich számos nyilvános hirdetőtáblájára és tömegközlekedési eszközére került rövid idő alatt 1100 hirdetmény, melyben arra kérte a nyilvánosságot, hogy a fenti okirat értelmében küldjenek pénzt egy megadott számlaszámra.
„Két szó”: 1971. február 25-én, New Yorkban az 57. utca és 8. sugárút sarkán kis elárusítóstandot állított fel, és 1 dollárt fizetett minden arra járó járókelőnek az „Igen” és „Nem” szavaikért. Kis idő után hosszú sor keletkezett, az eset a rendőrség figyelmét is felkeltette, de miután pár szót váltottak Meierrel, hívták a „speciális részleget”. Egy fekete autó érkezett, vélhetően azzal a szándékkal, hogy elmegyógyintézetbe szállítsák az árust. Megnyugtatták, hogy minden rendben lesz, és megkérdezték, meddig akarja ezt a tevékenységét folytatni. Meier biztosította őket, hogy kb. ötszáz dollárja maradt még szóvásárlásra, amint ez várhatóan fél-másfél órán belül elfogy, bezárja a boltot. A pszichiátria munkatársai ennyiben hagyták a dolgot.
„Dátum II.”: 1972. június 17-én táblát állíttatott Kasselben, egy nagy németországi vasútállomás egyik kijelzőtáblájaként, melynek felirata megjósolja (megígéri), hogy húsz évvel később, 1994. március 23-án du. 3 és 4 óra között a tulajdonosa pont azon a helyen fog állni. A jóslatot vagy ígéretet, már híres zenészként, több száz Yello-rajongó és számos más érdeklődő szeme láttára, könyörtelenül be is teljesítette.
Minthogy az ilyen performance-eket néha fotókkal vagy fotósorozatokkal is dokumentálta (pl. amikor nagyvárosi utcákon különféle elképzelt hétköznapi embereknek öltözött, majd 2007-ben kiadott egy kötetet, melyben mindegyik alakról írt egy részletes jellemzést), alkotói tevékenységének már kezdetben kortárs művészeti múzeumokban fennmaradó, „komolyan” vett része is fennmarad.
Művészként már a hetvenes évek végén számon tartották (elsősorban hazájában, Svájcban, néhány kiállítási darab; monográfia és kiállításkatalógus formájában), Azonban a művészvilág, főképp annak belterjessége és felszínessége miatt, nem tetszett neki, és éppen 1976-ban, miután a zürichi Kunsthaus múzeum kvázi áttörés jelleggel elfogadta néhány munkájának megőrzését az örökkévalóság számára, és egy egyéni  kiállítást rendezett akcióművészeti fotóiból és más munkából, úgy döntött, hogy a „magas” művészetek helyett valami prózaibbal próbálkozik.

### Popzene
- Fő szócikk: Yello.

Ez részben a késő hatvanas évek óta folytatott kísérleti videók gyártásának folytatása volt, részben pedig a punkénekesi szerep. A dúsgazdag bankár fia egy olyan mozgalom nevében lépett színpadra, akiknek legprominensebb képviselői Angliában a kültelki kocsmákban összegyűlő fiataloknak pont ugyanebben az évben olyanokat énekeltek teli torokból, hogy „Nincs számodra jövő”.
Meiert Paul Vasjabel, a zürichi Music Marker nevű népszerű lemezbolt tulajdonosa mutatta be Blanknak a boltban mint énekest. Meier a performance-ai mellett ekkoriban néhány fél(?)amatőr punkzenekarban is rekedtre ordította magát alkalmanként, és ezek közül az egyik az a Fresh Color nevű banda volt, akik Meierrel mint énekessel együtt két single-t is felvettek ,sőt ki is adtak, a Cry for Fame / The Hook és a No Chance címűeket (az elsőt valójában Meier nevén adták ki. A Fresh Color később újhullám- ill. italo-disco zenekarrá alakult). A kiadó a Vasjabel tulajdonában álló Periphery Perfume volt. A Yello létrejöttéhez ez a félreértés is jelentősen hozzájárult: Meier egyáltalán nem tartotta magát énekesnek, azonban Blank és Perón úgy érezték, hiányzik egy énekes a zenei projektjükből, így Meier is tagja lett a csapatnak.
2002-ben vendégéneklést vállalt az XPress 2 nevű elektronikus zenekar I Want You c. single-jében és a Muzikizum c. albumukon.
A Yello tizenkettedik stúdióalbuma, a Touch Yello. 2009. október 2-án jelent meg. Az albumot egyértelműen a közéleti és zenei maninstream média érdeklődése övezte, a bemutatóként tartott „virtuális koncerttel” együtt, Svájcban rövid idő alatt platinalemez lett.
Meier a koncert tapasztalatai alapján egy szólókoncertet kezdett szervezni, ebből a törekvésből született az Out of Chaos önálló projekt, egy afféle elektro / jazz / noir album. „Éppen »turnézni« készültünk Németországban egy virtuális koncertfilmmel, egy amolyan színlelt koncerttel, amit digitálisan hoztunk létre a »Touch Yello« album számára. Azon kezdtem törni a fejem, hogy ez így nem elég jó, hogy van egy közönségünk, de csak beszélünk meg filmet vetítünk nekik. Valami többet akartam adni a közönségnek, így írtam három vagy négy dalt, találtam néhány zenészt (hegedűst meg gitárost) és próbákat tartottunk. Így mentünk a színpadra, az embereknek meg tetszett, hogy élőben is látnak, bár csak három-négy dal erejéig. A hely tulajdonosa, ahol felléptünk,  azt mondta, ez egész jó volt, miért nem írunk még dalokat és csinálunk egy teljes zenekart ... meg tudna nekünk szervezni egy németországi, ausztriai és svájci koncertturnét. Azt mondtam, yeah, jól hangzik! De aztán Argentínában, ahol farmjaim vannak, dolgom akadt, eltűntem szem elől. Az említett banda és a dalok még sehol sem voltak, de ekkor már lélekben nekiszentelődtem az ügynek. No, azért annyira komolyan sem vettem, de éreztem, ezen a fickón segítenem kell. Így Argentína messzi vidékén, egy szál gitárral ültem magamban, három héten keresztül, de nem történt semmi, egyetlen dalt sem voltam képes írni, lehetetlen volt! Normális esetben azt mondtam volna magamnak: »Add fel, Dieter, te ezt képtelen vagy megcsinálni.« Aztán a következő héten mégiscsak elkezdtek szállingózni ezek a dalok – úgy jelentek meg, mint ahogy a gomba nő ki a talajból, én meg úgy éreztem, nem is én csináltam őket, egyszerűen csak úgy megtörténtek! Most már visszajöhettem Argentínából és össze tudtam rakni egy nagyon jó kis bandát. Próbáltunk, majd turnéztunk – hát így történt. Ez két és fél évvel ezelőtt játszódott le, és eleinte rettegtem, hogy először lépek úgy komolyan színpadra, tényleg nem tudtam, képes vagyok-e rá, hogy ott legyek fent és 100 percen keresztül énekeljek. ... hogy minden hangjegy menni fog, hogy nem felejtem-e el közben a dalszövegeket (valójában egy kis súgókönyvet a dalszövegekkel mindig magammal vittem). Óriási kihívás volt ...”

### Vállalkozóként
A kétezres évekre számos tevékenységi körben is elismerést szerzett: zenészi és művészi karrierje mellett a 2200 hektáros argentínai, borszőlőt (és bort), gabonaféléket, kukoricát, szóját és marhahúst előállító Ojo de Aqua ökonagybirtok vezetője, a Dominikai Köztársaságban szerves művelésű (gépesítést nem használó) kávé-ültetvényei vannak; továbbá borász, két zürichi, valamint egy frankfurti és berlini étterem tulajdonosa (az éttermekben többek közt az argentinában termelt élelmiszert, húst és bort árusítják), restaurátor, óratervező.
2016 környékén Zürichben vásárolt csokoládégyárat. Egy tudós ismerőse. Dr. Tilo Hühn innovatív kávé- és kakaóbab-feldolgozási technikákat (pörkölés nélküli „hideg extrakció”) fejlesztett ki, a svájci csokoládéipar képviselői azért akarták megvenni a találmányt, hogy senki ne használhassa, a feltaláló ezt elfogadhatatlannak érezte, és Meierhez fordult, akiről tudta, hogy mint ínyenc kávéfogyasztó és mint termelő is érdekelt kávéügyekben. A találmány végül Meierhez került, aki a csokoládégyár megnyitása mellett – „mint egy kommunista” – közzétette az eljárást is a nyilvánosság számára.
Meier a kávék, borok és steakek mellett a filmrendezésbe és a színészetbe is belekóstolt (ezen kívül – állítólag – digitális keverőpult tervezésében is részt vett, ami egy amerikai élő tévéműsor hozzá nem értő technikusainak félrekapcsolásos bakija miatt végül csődbe jutott vállalkozásnak bizonyult).
A Forbes rendszeresen közzétett vagyonbecslése szerint Meier a kétezertízes évek második felében a 300 leggazdagabb svájci között volt, 2017-ben a sorrendben a 274.

### Művészként (újra)
Dacára az 1976-ban történt megcsömörlésének, a saját kifejezésével „art race”-nek nevezett művészeti közélettől való bizonyos eltávolodásnak, művészeti tevékenységét sem hagyta abba. A művészettől mint professziótól és a vele járó felhajtástól (kritikusok, fogadások) stb. idegenkedett ugyan, ám a zenén kívüli alkotótevékenységgel tartósan nem szakított. (+forrás: Schmidt / vernissagetv)
Miután a Yello-val évekig dolgozott, 1982-ben nagyobb kiállítása volt, innentől kezdve több-kevesebb rendszerességgel foglalkozott a Yello-n kívül is művészeti tevékenységgel.
2012-ben a karlsruhei ZKM-ben volt a Yello-s munkásságához kötődő kiállítása (Dieter Meier and the Yello Years). Nagyjából ugyanilyen jogon és címen 2013-ban a New York-i Watermill Centerben rendeztek kiállítást.
A képzőművészetben kipróbálva magát, kisplasztikákat, rajzokat csinált. Ezeket eleinte csak az intézményigazgató barátja által vezetett kis zürichi galériában volt hajlandó kiállítani. Az éppen nem kiállítottakat argentínai birtokán egy hatalmas üres raktárépületben helyezte el, és úgy tervezte, hogy ez így is marad.
Ám 2013-ban a hamburgi képzőművészeti kritikus, tanár, gyűjtő és múzeumtulajdonos prof. Harald Falckenberg ösztönzésére, aki a kisgallériában lévő kiállításának megtekintése után kereste meg, a művek nagy részét a festői Aarau (Aargau kanton székheléye) belülről még festőibb múzeumában (Aargauer Kunsthaus) állították ki Dieter Meier: In Conversation (Retrospective) (Dieter Meier: Párbeszédben (Visszatekintés)) címmel egy mintegy egy hónapig, 2013. szeptember 7-től november 17-ig.
Közben nemcsak folytatta akcióművészeti tevékenységét is, valójában a képzőművészeti tevékenységének nagy részét is hozzákapcsolta a koncept-és akcióművészethez. Az említett kisplasztikák mindegyikéről pl. csak egy-egy fotót csinált, ezután koncepciózusan megsemmisítette őket, a megmaradó nagyszámú fotó sorozatával felhívandó a figyelmet az ábrázolt és befogadható világ mellett a már mindörökre az ismeretlenbe távozott valóságra. (Forrás: Schmidt / Vernissagetv)
„Manifestations 30-43”, azon belül: „Le Rien en Or”: („A semmiség aranyban”) 2008 május 9-én hosszas performance-sorozatba kezdett, melynek során Zürich városközpontjában 11 hétköznapi tárgyat (közlekedési táblákat, lámpaoszlopokat, esőcsatornákat) és egy üveglabdát aranyoznak be, azzal a szándékkal, hogy jelentéktelenségükre ráirányítsák a figyelmet. A bearanyozott labdát ezután a padlózatba vájt üvegkalitkában helyezik el, majd a következő 100 évben 8 alkalommal (2008. május 9., 2008. június 5., 2016. szeptember 18., 2033. augusztus 28., 2064. június 12., 2082. július 21., 2097. január 18., 2108. május 9.) előveszik, és egy fából ácsolt pályán 12 métert görgetik előre a múlékonyság emlékeztetőjeként.
2011-ben és 2012-ben számos helyen volt kiállítása különféle munkáiból, Németországban a karlsruhei Művészeti és Médiaművészeti Központban (ZKM) és a kölni Thomas Zander Galériában; valamint a zürichi Kunsthausban

## Művek

### Könyvei és írott művei

#### Önéletrajzok
- Out of Chaos. (Out of Chaos : ein autobiografisches Bilderbuch; Inkl. das Kapitel Yello); önéletrajzi mű. Edel Germany, Hamburg, 2011.

#### Esszék és koncept jellegű írások
- 2006: Hermes Baby (Képek és esszék. DVD melléklettel). – Esszék, írások, versek.[41][mj 5]
- La conquête de l’inutile (works 1969–2007). Museum Tinguely, Basel, Benteli Verlag, 2007. Színes nyomás, 126 oldal, német nyelv. ISBN 978-3-7165-1497-9 . A könyv Meier művészi fotóinak gyűjteménye, szöveggel kiegészítve.

#### Gyermekkönyvek
- Oskar – wie ein Tiger, Kein & Aber, Zurich;
- Windjo, Limmat Verlag, Zurich;

### Filmek
(Forrás: Galeriezander.com Archiválva 2018. július 21-i dátummal a Wayback Machine-ben)
- 1981: Jezt und Alles (forgatókönyv, rendezés)
- 2001: Lightmaker (svájci/lengyel koprodukciós film, forgatókönyv és rendezés). Bemutatva 2001-ben a berlini Biennálén.
- 2009: Lightmaker (felújítás).

### Videóklipek
- Yello videóklipek
  - 1981: Bostich (II., „N'est Ce Pas” v.); rendező
  - 1981: The Evening is Young; rendező;
  - 1981: Pinball Cha-Cha-Cha, rendező;
  - 1983: The first I Love You, rendező;
  - 1985: Vicious Games, rendező;
  - 1985: Desire, rendező;
  - 1988: The Race, rendező;
  - 1997: To the Sea, rendező;
  - 1997: On Track, rendező;
- További zenei videók:
  - 1982: Trio: Da, Da, Da., rendező;[31][42]
  - 1984: Alphaville: Big in Japan (version 1), rendező;[31]

További források: MVDBase.com.

### Magánélete, személyes vonatkozások
5 gyermek édesapja, közülük 3 lány (Eleonore, Anna, Sophie) és két fiú (Francis, Christoph). Felesége Monique Meier, ruhatervezéssel és -kereskedéssel foglalkozik. Zürichben élnek, habár Dieter Meier a különféle munkái miatt rengeteget utazik és van távol.
Albert Camus, Samuel Beckett és a költő Hans Magnus Enzensberger rajongója.
Interjúk, nyilatkozatok alkalmával, sőt nagyon sok esetben a videóklipekben is, mindig piperkőc módra kiöltözötten, hosszú és ápolt Bundesliga-frizurájában, bajuszosan, kifogástalan, vasalt sötét öltönyben, csokornyakkendővel vagy fehér sállal jelenik meg: ez mintegy védjegyévé vált.

### Lásd még
- Yello
- Out of Chaos

### Külső hivatkozások

#### Saját honlapok
- Www.dietermeyer.com – Dieter Meier honlapja
- Out of Chaos Meier egyik zenei szóló-projektjének honlapja. Hiv. beill. / utolsó hozzáférés: 2018-07-16.
  - Out of Chaos. Egy teljes album a Yello YouTube-csatornáján (Yello Fever). Hiv. beill. / utolsó hozzáférés: 2018-07-16.
- Ojo De Aqua. Meier szőlőgazdaságának honlapja.

#### Adatbázisok

##### Professzionális
- Allmusic / Dieter Meier AllMusic adatlap. (Hiv. beill. / utolsó hozzáférés: 2018-07-28.)

##### Közösségi szerkesztéseket is tartalmazó
- Discogs / Dieter Meier Discogs adatlap.
- IMDB / Dieter Meier IMDB adatlap.

#### Esszék, ismertetők művészeti tevékenységéről
- Stefan, Olga: Dieter Meier – méltatás az Aargau Kunsthausban tartott In Conversation c. kiállítás kapcsán. Art in America (műv. magazin); 2014-03-03. Hiv. beill. / utolsó hozzáférés: 2018-07-20.
- Selz, Gabrielle: The Invention of Dieter Meier. Huffington Post – The Blog; 2013-08-13 / (Updated) 2017-12-06. Hiv. beill. / utolsó hozzáférés: 2018-07-20.
- Zentrum für Kunst und Medien (ZKM): Dieter Meier (rövid életrajzi összefoglaló) és (Munkái a ZKM-ben, keresőszó-eredményoldal. A karlsruhei ZKM múzeum (Karlsruhei Művészeti és Médiaművészeti központ) weboldalai. Hiv. beill. / utolsó hozzáférés: 2018-07-21.